# 黄坛国
黄坛国，是指1992年在江苏阜宁县，由黄坛教创始人朱良美为首成立的一个秘密结社政权。

## 概述
江苏盐城阜宁县戴舍村人朱良美之父朱兴隆（别名朱拐子，道名朱宫绪；残疾人）于1943年至1945年期间曾先后加入龙门道、古佛门等会道门组织，1953年因政府开展取缔会道门运动而登记退道，1963年又因组织会道门复辟被判刑入狱。朱良美自1989年起继承其父衣钵，于阜宁县一带开始充当神汉，从事宗教迷信活动。自称“观音菩萨”之子，创立黄坛教，并按照宗教迷信书籍绘制出“黄坛佛”和“五公菩萨图”，借机宣扬“黄”即皇帝，“坛”即镇坛，皇帝镇坛，可以“以正驱邪”。家中若供有“黄坛佛”和“五公菩萨图”就可保全家人畜平安，后代亦可以成仙，当官发财。“世界末日即将来临，魔劫到来，洪水齐天，血流成河，百人中只留三两个，但只需跟他拜菩萨则能躲过此劫”等。遂以“驱邪治病”为名，通过利用装神弄鬼，造谣惑众，威吓利诱等手段借机发展信徒，培养骨干，扩大影响。并以“重点培养”为名，将信徒中的部分少女集中起来，通过强制令少女们学习《劝世谕文》、《地母经》、《九重天》等与宗教迷信相关的书籍，并向她们灌输迷信思想进而对少女们进行洗脑，并趁机多次对少女实施诱奸。
朱良美为能够长期满足淫欲，又引用《劝世谕文》中的内容，宣扬其乃“金玉”下凡，不久就将当皇帝，将设三宫六院，挑选皇后娘娘。并宣称在皇宫里的女人们，可以坐吃俸禄，享受荣华富贵，其家人也沾光享福。而被“择优录取”入宫的少女，只要尽心侍候他，就可以早沾仙气，修成正果等。遂使数百名农户送其女儿入教，争相“进宫”。
1992年盛夏时节，朱良美在位于戴舍村的简易皇宫中举行“升殿登基”仪式，建立“黄坛国”，自封皇帝，正式登基称帝。并册封正宫娘娘、东宫娘娘、西宫娘娘及贵妃等17人。此后不久朱良美于当年8月被警方逮捕，后被判处死刑。